# Аттерзе
А́ттерзе, или Ка́ммерзе (А́ттер, Ка́ммер; устар. Аттерское озеро; нем. Attersee, Kammersee) — озеро в Австрии, в федеральной земле Верхняя Австрия. Озеро расположено в известном курортном регионе Зальцкаммергут, внесённом в список мирового наследия ЮНЕСКО. Аттерзе — самое большое озеро Зальцкаммергута и всех австрийских Альп.
Площадь озера — 45,9 км², длина — 20 км, ширина до 4 км, наибольшая глубина — 171 метр. Высота над уровнем моря — 467 м. Озеро вытянуто с севера на юг. Иногда Аттерзе называют также Каммерзе.
Озеро имеет ледниковое происхождение. Со всех сторон оно окружено горами, что создаёт вокруг озера своеобразный микроклимат. Южную часть озера окружают альпийские пики, северная уже находится в зоне альпийских предгорий. Высочайшие горы в окрестностях озера — Хёлленгебирге (1800 м), к юго-востоку от озёра и Шафберг (1782 м), находящаяся к юго-западу от озера и отделяющая Аттерзе от котловины озера Вольфгангзе.
Вода в Аттерзе кристально чистая, прозрачность до 30 метров, в озере водится большое количество рыбы.
В южную часть озера впадает река Зеахе из соседнего озера Мондзе, из северной части Аттерзе вытекает Агер, приток Трауна. На озере есть небольшой островок Литцльберг.
На берегах озера нет больших городов, но расположено несколько небольших курортных посёлков — Аттерзе-ам-Аттерзе, Зевальхен-ам-Аттерзе, Шёрфлинг-ам-Аттерзе, Вайрегг-ам-Аттерзе, Штайнбах-ам-Аттерзе, Унтерах-ам-Аттерзе, Нусдорф-ам-Аттерзе, Берг-им-Аттергау.
По озеру осуществляется пассажирская навигация на теплоходах.
Озеро Аттерзе, как и весь регион Зальцкаммергут — одно из самых популярных туристических направлений Австрии. Ветровой режим благоприятствует занятиям парусным спортом и виндсёрфингом.

## Галерея

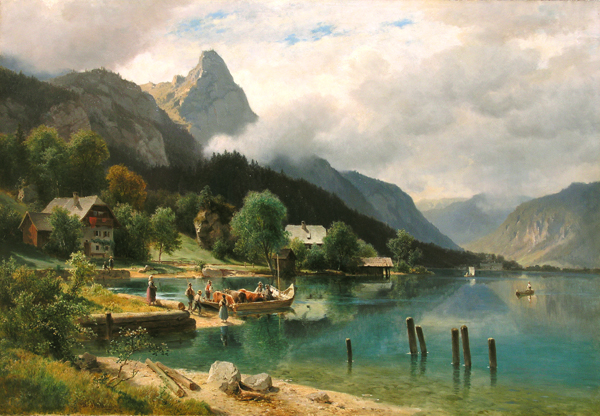
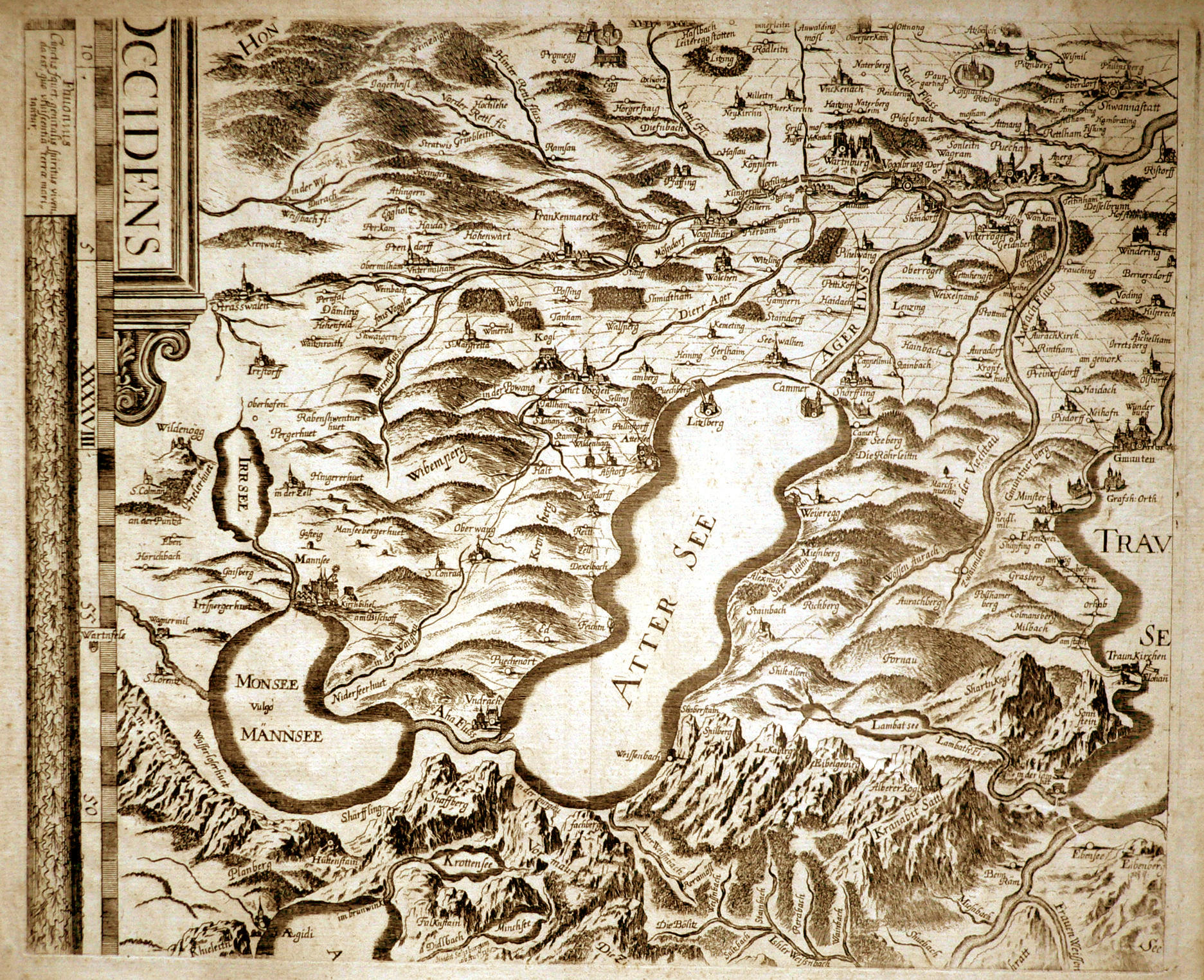
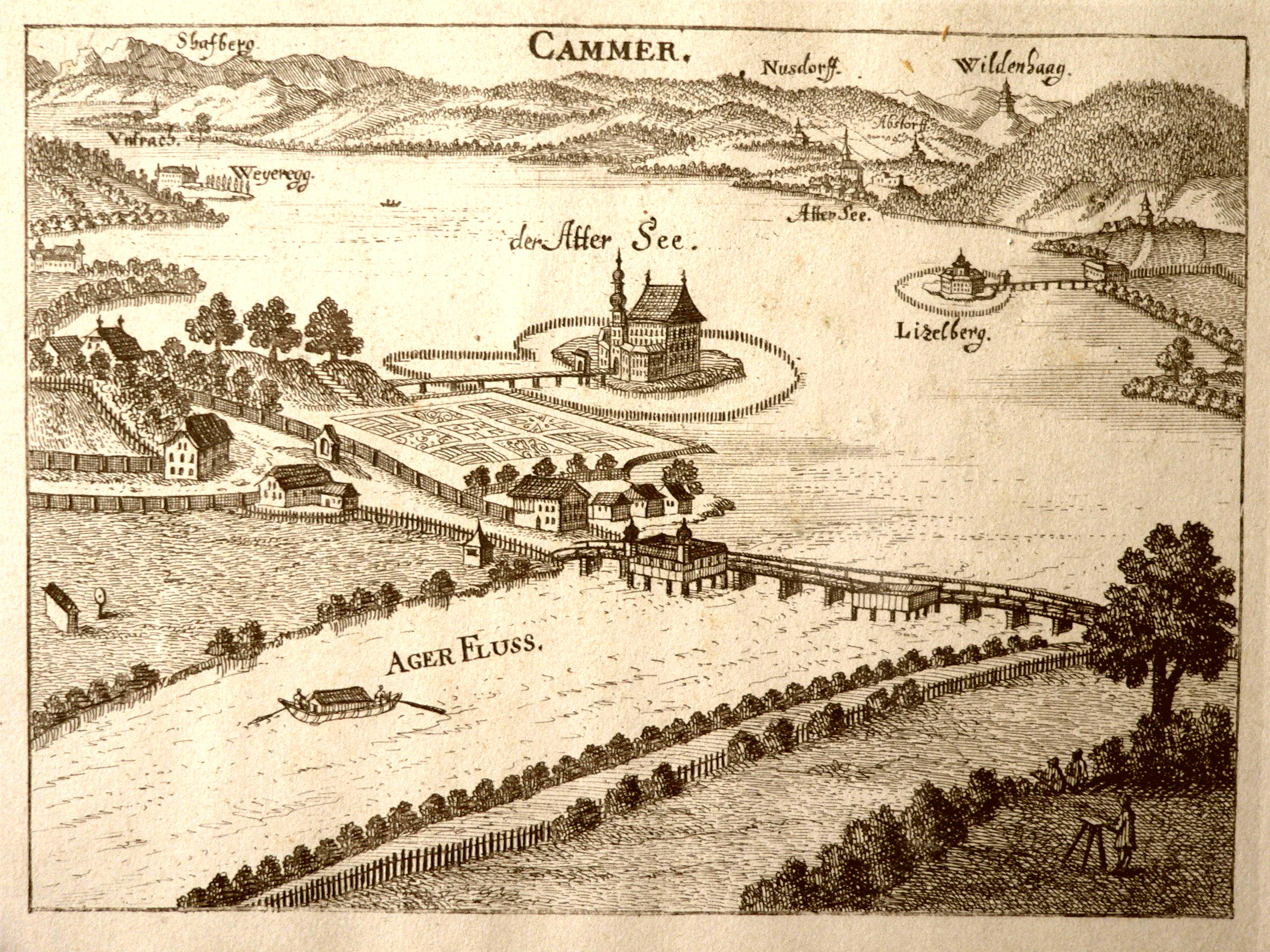
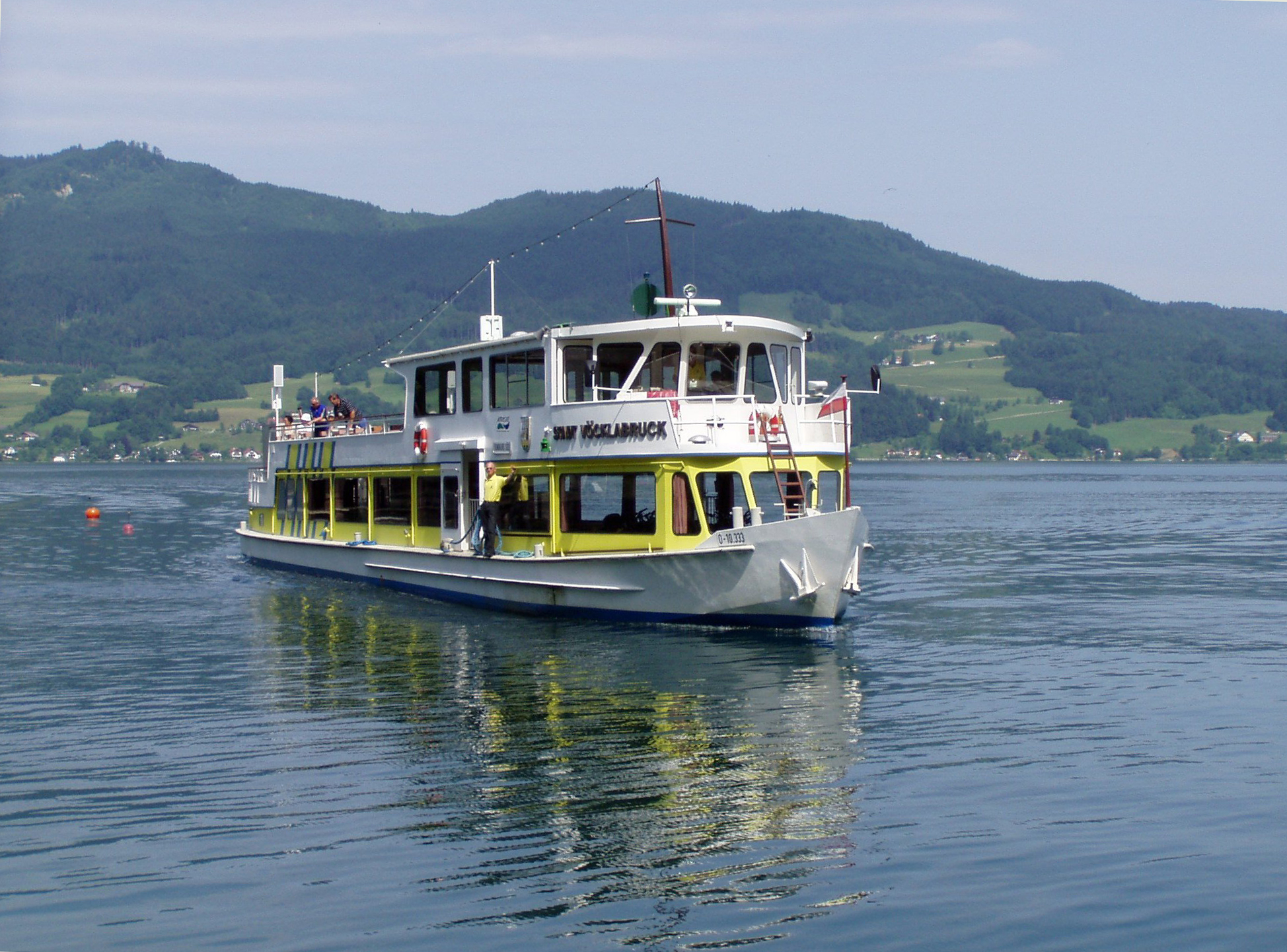